# Cristina Salvador
Maria Cristina Pinto da França Salvador Bagulho (Peniche, 28 de março de 1947 — Lisboa, 22 de setembro de 2011) foi uma arquiteta portuguesa.

## Biografia
Diplomou-se em 1971 na Escola Superior de Belas-Artes de Lisboa. Iniciou a sua carreira profissional no final da década de 1960, tendo colaborado com os arquitetos Manuel Tainha, José Rafael Botelho e, em Angola, com Vasco Vieira da Costa. Em 1976 fundou o Atelier do Chiado com Fernando Bagulho.
Projetos de arquitetura e urbanismo em Portugal, Angola e Congo Brazzaville. Missões técnicas de avaliação de equipamentos sociais e de infraestruturas urbanas em Angola e Guiné Bissau.
Teve papel importante na aproximação entre os arquitetos de Portugal e Angola; foi autora de diversos projetos de investigação, trabalhos e livros sobre a realidade arquitetónica, mas também antropológica, social e política em países africanos de expressão portuguesa.
Entre 1998 e 2000, trabalhou em Luanda (e em Maputo) como bolseira do Programa Praxis 21, da Fundação para a Ciência e a Tecnologia. Desde essa data, fez investigação em arquitetura e urbanismo na África subsariana e realizou (ou coordenou), vários projetos de planeamento e arquitetura em Angola e na República do Congo. Foi membro fundador do CE.DO-Centro de Estudos do Deserto. Em 2009, com a proposta de viagem "Diário do Deserto - Namibe 2009" recebeu o Prémio Fernando Távora, atribuído pela Ordem dos Arquitetos, Secção Regional Norte, em parceria com a Câmara Municipal de Matosinhos. Para este trabalho, "Cristina Salvador estudou no terreno “o encontro e as trocas entre comerciantes e pastores” e “a troca de pesquisas antropológicas, económicas e espaciais” [...] naquele território, que é considerado o deserto mais antigo do mundo".
Foi membro do Conselho Diretivo Nacional da Ordem dos Arquitetos (2005-2007), onde assumiu o Pelouro da Prática Profissional, destacando-se o seu papel no lançamento do Estudo “Profissão Arquitetos” em 2006. Membro Honorário da Ordem dos Arquitetos em 2011.

## Publicações
- Salvador, Cristina – Diário do Deserto: Namibe. Lisboa: MIASOAVE, 2015. ISBN 978-989-99412-2-9
- Salvador, Cristina; Rodrigues, Cristina U. – Viagem no Deserto: Namibe, Angola. Lisboa: IPAD, 2010. ISBN 978-972-8975-31-9

## Ligações Externas
- Cristina Salvador – Fernando Bagulho, arquitetos: Curriculum Cronológico